# Ochetoxena phaneraula
Ochetoxena phaneraula är en fjärilsart som beskrevs av Edward Meyrick 1920. Ochetoxena phaneraula ingår i släktet Ochetoxena och familjen äkta malar. Inga underarter finns listade i Catalogue of Life.